# Angelus Silesius
Johannes Scheffler, més conegut com a Angelus Silesius, i també com a Anioł Ślązak, (25 de desembre de 1624 – 9 de juliol de 1677), va ser un poeta religiós alemany-polonès nascut a Breslau, a l'antiga regió alemanya de Silèsia (ara part de Polònia).

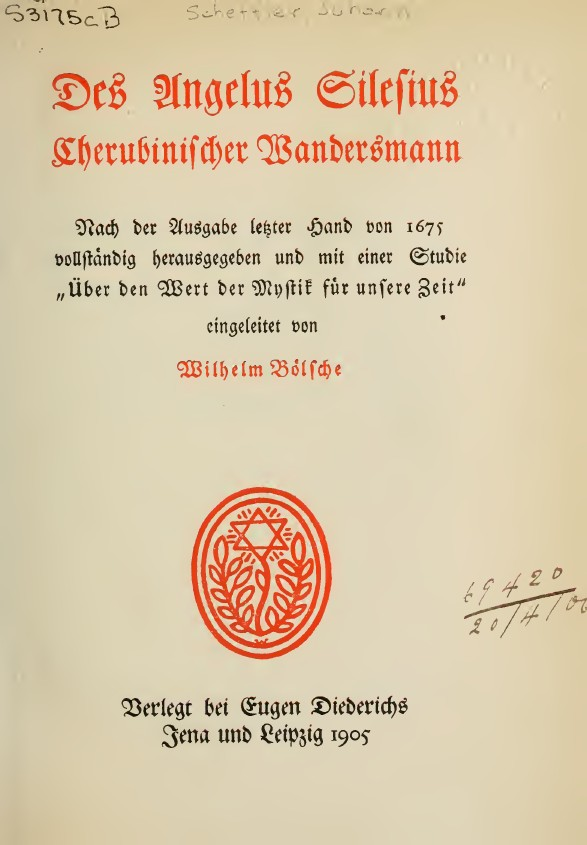
Des Angelus Silesius Cherubinischer Wandersmann (1905)

## Orígens
Johannes Scheffler va néixer en el si d'una família luterana. Entre 1639 i 1643 va estudiar al prestigiós Elisabethanum, gimnàs luterà de la seva ciutat natal, i posteriorment a les universitats d'Estrasburg, Leiden i Pàdua. L'any 1648 va obtenir el doctorat en filosofia i medicina. L'any 1649, de retorn a Silèsia, va obtenir el càrrec de metge de capçalera del duc Sylvius Nimrod von Württemberg. El 1654 va ser nomenat metge de la cort imperial de Ferran III del Sacre Imperi Romanogermànic (1637-57). Scheffler es va convertir al catolicisme i l'any 1661 va ser ordenat sacerdot. A mitjan dècada dels seixanta havia renunciat als béns familiars i des d'aleshores fins a la seva mort va viure en condicions de pobresa en el convent de Sankt Matthias de Breslau. L'any 1675 va publicar El Pelegrí querubínic, l'obra que el faria conegut a tot Europa.

## El Pelegrí Querubínic
La més important i coneguda de les seves obres porta el títol de Rimes espirituals: gnòmiques i epigramàtiques que condueixen a la divina contemplació (Geistreicher Sinn- und Schluß-Reime, 1657) que després va ser anomenada El Pelegrí Querubínic (Cherubinischer Wandersmann), considerada l'obra més important del misticisme europeu de l'època. Aquesta obra és bàsicament un recull d'aforismes rimats imbuïts de panteisme. Els seus versos recorren els grans temes i les subtils paradoxes del misticisme cristià des d'aquesta perspectiva: l'eternitat en el temps, la dependència entre Déu i l'home, l'abisme insondable de Déu, el despreniment o la vacuïtat i la pobresa espirituals, per a això Silesius es va inspirar en obres d'autors com Meister Eckhart, Tauler, Blois, Sant Joan de la Creu i Jakob Böhme.
La bellesa de la seva obra ha estat admirada per poetes tan importants com Johann Wolfgang von Goethe i, més tardanament, Jorge Luis Borges, i la seva influència s'estén a l'obra de Arthur Schopenhauer, Ludwig Wittgenstein o Martin Heidegger.